# Bukva
Bukva es un pueblo perteneciente al municipio de Kreševo, en el cantón de Bosnia Central, Bosnia y Herzegovina.

## Superficie
Cuenta con una superficie de 3,51 kilómetros cuadrados.

## Demografía
Hasta 2013 la población era de 99 habitantes, con una densidad de población de 28,2 habitantes por kilómetro cuadrado.
| Gráfica de evolución demográfica de Bukva entre 1961 y 2013        |
|                                                                    |
| Datos según Population statistics of Eastern Europe & former USSR. |